# Agostino Ferrarini

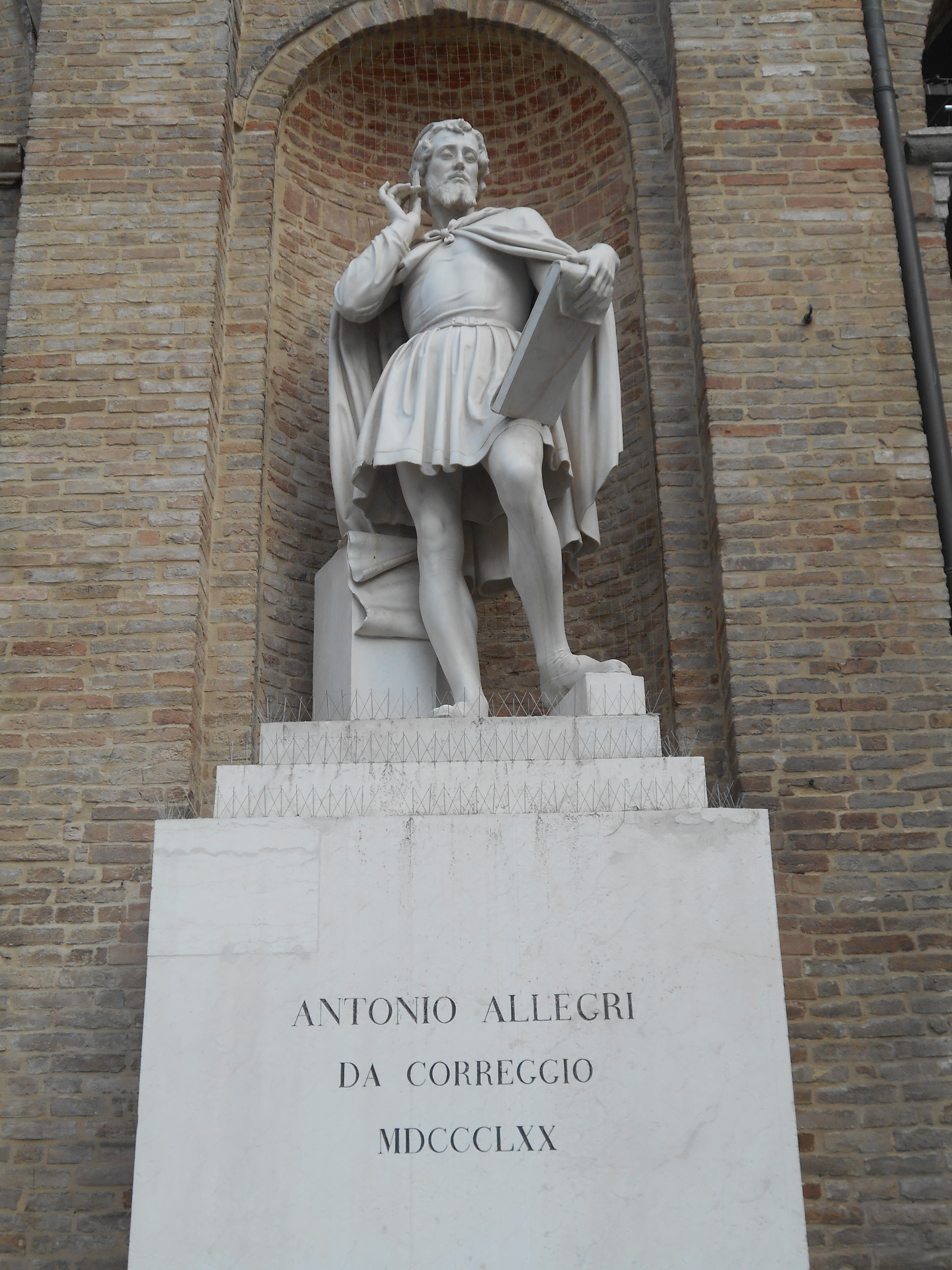
Monumento ad Antonio Allegri detto il Correggio, Parma

Agostino Ferrarini (Moletolo, 4 gennaio 1828 – Reggio Emilia, 21 marzo 1898) è stato uno scultore italiano.

## Biografia
Fin da ragazzo diede prova di grande abilità nel modellare statuette e bassorilievi con fine gusto artistico. Dopo aver studiato a Roma ed a Firenze, tornò a Parma dove fu allievo dello scultore Tommaso Bandini; nel 1853 e fu nominato professore di scultura presso la locale Accademia.
Tra le sue opere più pregevoli vanno segnalate la statua del Correggio in piazza Garibaldi a Parma e, sempre a Parma, il gruppo della Deposizione dalla Croce nell'Oratorio dei Rossi e le statue che ornano la facciata della chiesa di San Tiburzio; a Piacenza il gruppo della Carità nella chiesa di San Giovanni.
Dopo la battaglia di Custoza del 1866 venne decorato della medaglia d'argento al valor militare.